# Goryphus basilaris
Goryphus basilaris är en stekelart som beskrevs av Holmgren 1868. Goryphus basilaris ingår i släktet Goryphus och familjen brokparasitsteklar. Inga underarter finns listade i Catalogue of Life.